# Bia (Rapperin)

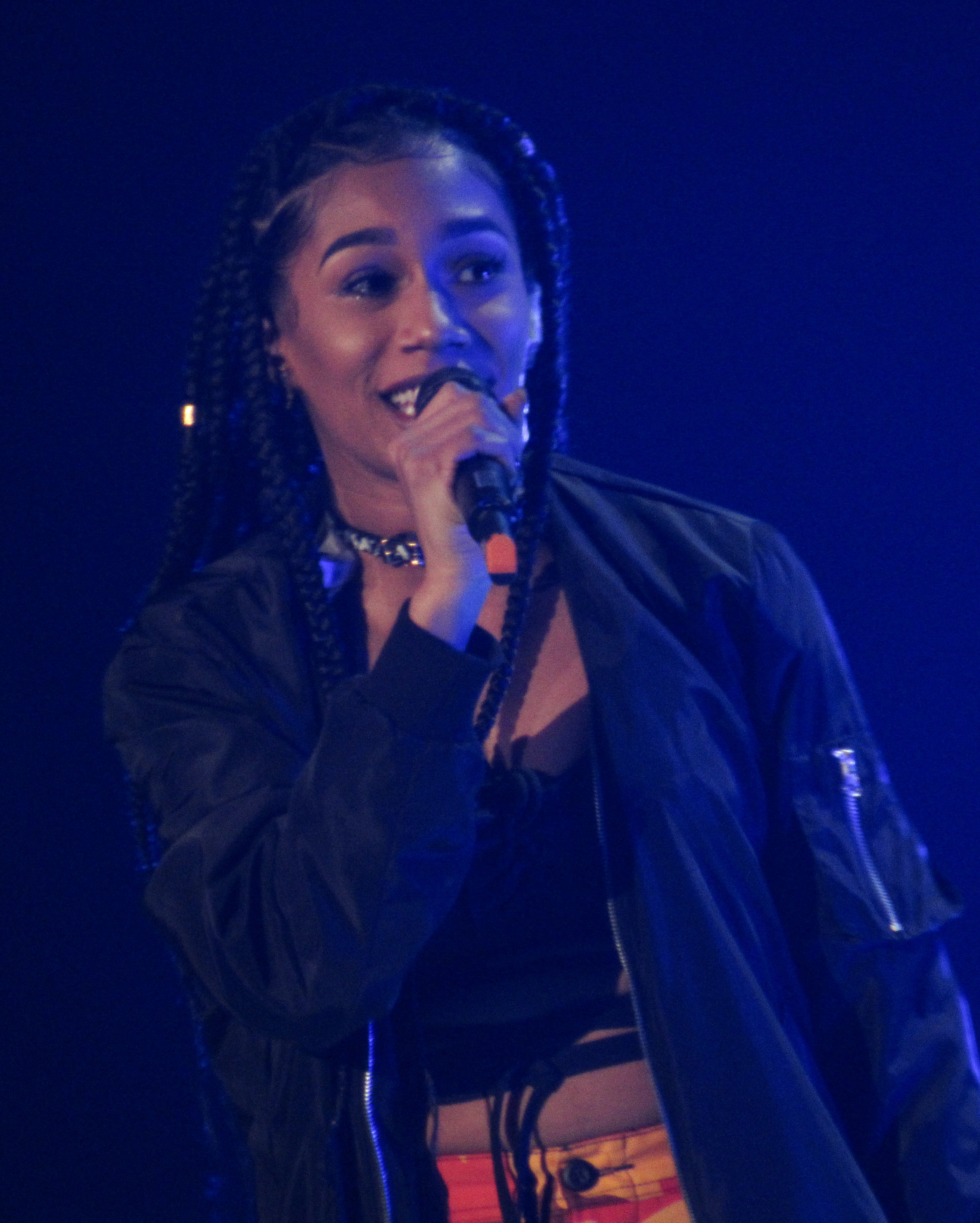
Bia (2017)

Bia (* 16. August 1991 in Medford, Massachusetts; bürgerlich Bianca Miquela Landrau) ist eine US-amerikanische Rapperin.

## Leben und Karriere
Bianca „Bia“ Landrau ist in Medford, Massachusetts geboren und aufgewachsen. Sie besitzt puerto-ricanische und italienische Wurzeln. Bereits im jungen Alter hatte sie Ambitionen, Rapperin zu werden und verbrachte in ihrer Jugend viel Zeit in Aufnahmestudios. Einem breiteren Publikum wurde sie erstmals im Reality-Format Sisterhood of Hip Hop 2014 bekannt. Noch im selben Jahr unterzeichnete sie ihren ersten Plattenvertrag bei dem Label I Am Other unter Pharrell Williams als Teil einer Zusammenarbeit mit RCA Records. Nur kurze Zeit später veröffentlichte sie ihr erstes Mixtape #CholaSeason. Ihren ersten Charterfolg verzeichnete die Rapperin im Sommer 2016 als Gastmusikerin auf der Single Safari von J Balvin und Williams. 2016 erschienen auch ihre ersten Solosingles, darunter Whip It und Gucci Comin’ Home. 2018 folgten Zusammenarbeiten mit Kali Uchis und Victoria Monét. Ende 2019 erreichte das Lied Best on Earth mit Russ Platz 46 der Billboard Hot 100 und wurde Anfang 2022 mit Doppelplatin für über zwei Millionen verkaufte Einheiten in den Vereinigten Staaten ausgezeichnet.
Anfang 2020 unterzeichnete Landrau einen Vertrag bei Epic Records. Am 11. Dezember 2020 erschien ihre zweite EP For Certain. Als Single veröffentlichte sie daraus unter anderem das Lied Whole Lotta Money. Im Zuge einer Deluxe-Edition von For Certain wurde das Lied im Juli 2021 mit Nicki Minaj wiederveröffentlicht und stieg auf Platz 16 der Billboard Hot 100 ein. Am 9. September 2022 war Landrau Teil von Minajs Super Freaky Girl Remix. In den deutschsprachigen Regionen wurde sie insbesondere durch die Single Bamba mit Luciano und Aitch bekannt. Das Lied erreichte auf Anhieb Platz eins in Deutschland, Österreich und der Schweiz.
Im Januar 2022 startete sie ihre eigene Make-up-Linie Beauty for Certain.

## Diskografie

### Studioalben
| Jahr | Titel Musiklabel               | Anmerkungen                              |
| ---- | ------------------------------ | ---------------------------------------- |
| 2023 | Really Her Epic Records (Sony) | Erstveröffentlichung: 29. September 2023 |

### Mixtapes
- 2014: #CholaSeason

### EPs
| Jahr | Titel Musiklabel         | Höchstplatzierung, Gesamtwochen, AuszeichnungChartsChartplatzierungen (Jahr, Titel, Musiklabel, Platzierungen, Wochen, Auszeichnungen, Anmerkungen) | Anmerkungen                             |
| Jahr | Titel Musiklabel         | US | Anmerkungen                             |
| ---- | ------------------------ | --- | --------------------------------------- |
| 2020 | For Certain Epic Records | US64 (4 Wo.)US | Erstveröffentlichung: 11. Dezember 2020 |

Weitere EPs
- 2018: Nice Girls Finish Last: Cuidado

### Singles als Leadmusikerin
| Jahr | Titel Album                                    | Höchstplatzierung, Gesamtwochen, AuszeichnungChartplatzierungen (Jahr, Titel, Album, Platzierungen, Wochen, Auszeichnungen, Anmerkungen) | Höchstplatzierung, Gesamtwochen, AuszeichnungChartplatzierungen (Jahr, Titel, Album, Platzierungen, Wochen, Auszeichnungen, Anmerkungen) | Höchstplatzierung, Gesamtwochen, AuszeichnungChartplatzierungen (Jahr, Titel, Album, Platzierungen, Wochen, Auszeichnungen, Anmerkungen) | Anmerkungen                                                                 |
| Jahr | Titel Album                                    | DE | UK | US | Anmerkungen                                                                 |
| --- | ---------------------------------------------- | --- | --- | --- | --------------------------------------------------------------------------- |
| 2021 | Whole Lotta Money (Remix) For Certain (Deluxe) | — | — | US16 ×2Doppelplatin · (17 Wo.)US | Erstveröffentlichung: 9. Juli 2021 Verkäufe: + 2.000.000; feat. Nicki Minaj |
| 2022 | London –                                       | — | UK79 (1 Wo.)UK | US62 (1 Wo.)US | Erstveröffentlichung: 8. April 2022 feat. J. Cole                           |
| Folgende Lieder erschienen nicht als Single, wurden aber durch das Album zum Download und Streaming bereitgestellt und konnten somit eine Platzierung erlangen: |                                                | | | |                                                                             |
| |                                                | | | |                                                                             |
| 2023 | Lifeline Really Her                            | DE— aDE | — | — | Charteinstieg: 6. Oktober 2023 feat. Luciano                                |

Weitere Singles
- 2016: Whip It
- 2018: Hollywood
- 2020: Free Bia (First Day Out)
- 2020: Cover Girl
- 2020: Same Hands (feat. Lil Durk)
- 2020: Skate
- 2021: Besito (feat. G Herbo)
- 2021: Can’t Touch This

### Singles als Gastmusikerin
| Jahr | Titel Album                        | Höchstplatzierung, Gesamtwochen, AuszeichnungChartplatzierungen (Jahr, Titel, Album, Platzierungen, Wochen, Auszeichnungen, Anmerkungen) | Höchstplatzierung, Gesamtwochen, AuszeichnungChartplatzierungen (Jahr, Titel, Album, Platzierungen, Wochen, Auszeichnungen, Anmerkungen) | Höchstplatzierung, Gesamtwochen, AuszeichnungChartplatzierungen (Jahr, Titel, Album, Platzierungen, Wochen, Auszeichnungen, Anmerkungen) | Höchstplatzierung, Gesamtwochen, AuszeichnungChartplatzierungen (Jahr, Titel, Album, Platzierungen, Wochen, Auszeichnungen, Anmerkungen) | Anmerkungen                                                                                          |
| Jahr | Titel Album                        | DE | AT | CH | US | Anmerkungen                                                                                          |
| ---- | ---------------------------------- | --- | --- | --- | --- | --- |
| 2016 | Safari Energía                     | — | — | CH76 (10 Wo.)CH | — | Erstveröffentlichung: 17. Juni 2016 Verkäufe: + 885.000; J Balvin feat. Pharrell Williams, Bia & Sky |
| 2019 | Best on Earth Shake the Snow Globe | — | — | — | US46 ×3Dreifachplatin · (20 Wo.)US | Erstveröffentlichung: 17. Oktober 2019 Verkäufe: + 3.040.000; Russ feat. Bia                         |
| 2022 | Bamba Majestic                     | DE1 Platin · (50 Wo.)DE | AT1 Platin · (41 Wo.)AT | CH1 (37 Wo.)CH | — | Erstveröffentlichung: 22. September 2022 Verkäufe: + 430.000; Luciano feat. Aitch & Bia              |
| 2023 | Mami –                             | DE8 (4 Wo.)DE | AT14 (2 Wo.)AT | CH14 (2 Wo.)CH | — | Erstveröffentlichung: 10. August 2023 Luciano feat. Bia                                              |
| 2023 | Both –                             | DE— bDE | — | — | — | Erstveröffentlichung: 29. August 2023 Tiësto feat. 21 Savage & Bia                                   |

Weitere Gastbeiträge
- 2017: Piñata (Vice feat. Bia, Kap G & Justin Quiles)
- 2018: Freak (Remix) (Victoria Monét feat. Bia)
- 2019: Facts (Chantel Jeffries feat. YG, Rich The Kid & Bia)
- 2020: Perfect (Remix) (Cousin Stizz feat. Doja Cat & Bia)
- 2020: Remember Me (Dove Cameron feat. Bia)
- 2021: I Like Dat (Remix) (T-Pain feat. Bia & Kehlani)
- 2022: Trampoline (David Guetta & Afrojack feat. Missy Elliott, Bia & Doechii)
- 2022: Run (YG, Tyga & 21 Savage feat. Bia)

## Auszeichnungen für Musikverkäufe
| Goldene Schallplatte - Frankreich - 2024: für die Single Safari - Kanada - 2020: für die Single Best on Earth - Portugal - 2022: für die Single Safari Platin-Schallplatte - Argentinien - 2017: für die Single Safari - Brasilien - 2024: für die Single Safari - Chile - 2017: für die Single Safari - Italien - 2023: für das Lied Milano - Mexiko - 2018: für die Single Safari | 2× Platin-Schallplatte - Italien - 2017: für die Single Safari 4× Platin-Schallplatte - Spanien - 2017: für die Single Safari Diamantene Schallplatte - Mexiko - 2018: für die Single Safari |

Anmerkung: Auszeichnungen in Ländern aus den Charttabellen bzw. Chartboxen sind in ebendiesen zu finden.
| Land/RegionAuszeichnungen für Musikverkäufe (Land/Region, Auszeichnungen, Verkäufe, Quellen) | Gold     | Platin       | Diamant  | Verkäufe  | Quellen             |
| -------------------------------------------------------------------------------------------- | -------- | ------------ | -------- | --------- | ------------------- |
| Argentinien (CAPIF)                                                                          | —        | Platin1      | —        | 20.000    | Einzelnachweise     |
| Brasilien (PMB)                                                                              | —        | Platin1      | —        | 60.000    | pro-musicabr.org.br |
| Chile (IFPI)                                                                                 | —        | Platin1      | —        | 80.000    | Einzelnachweise     |
| Deutschland (BVMI)                                                                           | —        | Platin1      | —        | 400.000   | musikindustrie.de   |
| Frankreich (SNEP)                                                                            | Gold1    | —            | —        | 100.000   | snepmusique.com     |
| Italien (FIMI)                                                                               | —        | 3× Platin3   | —        | 300.000   | fimi.it             |
| Kanada (MC)                                                                                  | Gold1    | —            | —        | 40.000    | musiccanada.com     |
| Mexiko (AMPROFON)                                                                            | —        | Platin1      | Diamant1 | 360.000   | amprofon.com.mx     |
| Österreich (IFPI)                                                                            | —        | Platin1      | —        | 30.000    | ifpi.at             |
| Portugal (AFP)                                                                               | Gold1    | —            | —        | 5.000     | Einzelnachweise     |
| Spanien (Promusicae)                                                                         | —        | 4× Platin4   | —        | 160.000   | elportaldemusica.es |
| Vereinigte Staaten (RIAA)                                                                    | —        | 5× Platin5   | —        | 5.000.000 | riaa.com            |
| Insgesamt                                                                                    | 3× Gold3 | 18× Platin18 | Diamant1 |           |                     |